# Бульон, Пол
Пол Бульон (англ. Paul Bullion; род. 4 июня 1988, Лондон, Великобритания) — британский актёр театра и кино. Известен по ролям в сериалах «Острые козырьки» (роль Билли Китчена), «Ведьмак» (роль Ламберта).

## Карьера
Пол Бульон начал свою актёрскую карьеру в 2013 году со съемок в одном из эпизодов британского детективного сериала «Индевор», в 2014 году актёр появился на экранах в 3 эпизоде 2 сезоне сериала «Острые козырьки» в роли Билли Китчена, также в 2014 году сыграл роль Nicolae в фильме Гари Шора «Дракула», в 2015 году снялся в сериале «Палач-бастард», в 2018 году актёр снялся в короткометражном фильме «Oscar’s Bell», где сыграл роль Дункана, за которую получил награду в номинации «Лучшая мужская роль» на Британском кинофестивале, также, в 2018 году актёр сыграл роль охранника в сериале «Патрик Мелроуз», в 2021 году Пол Бульон сыграл роль ведьмака Ламберта во 2 сезоне сериала «Ведьмак» от Netflix, также в 2021 году актёр сыграл роль солдата в фильме от режиссёра Дени Вильнёва «Дюна».